# Lycaena marteniana
Lycaena marteniana är en fjärilsart som beskrevs av De Sagarra 1925. Lycaena marteniana ingår i släktet Lycaena och familjen juvelvingar. Inga underarter finns listade i Catalogue of Life.